# Sudetenquell
Die Sudetenquell GmbH im Besitz der SS-eigenen Deutschen Wirtschaftsbetriebe GmbH wurde Ende 1938 als Mineralwasserproduzent im Sudetenland gegründet. Um die vorhandenen Mineralwasserquellen bei Krondorf-Sauerbrunn im annektierten Sudetenland im großen Stil weiter zu erschließen, wurde dort im August 1942 das dem KZ Flossenbürg unterstehende KZ-Außenlager Krondorf-Sauerbrunn eingerichtet. Bis 1944 hatte die Schutzstaffel (SS) – mit der Absicht, ein Reichsmineralwassermonopol zu errichten – drei Viertel der Mineralwasserproduzenten in Deutschland aufgekauft.